# 对流传热

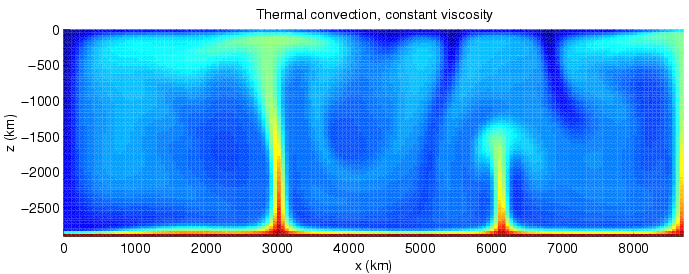
地幔热对流的模擬，紅色部份表示溫度高的區域，藍色部份表示溫度低的區域，溫度高的物質密度較低，會往上昇，而溫度低的物質密度較高，會往下降

对流传热，又称热对流，是传热的三種方式之一，是指由于流体的宏观运动而引起的流体各部分之间发生相对位移（对流），冷热流体相互掺混所引起的热量传递过程。
对流传热可分为强迫对流和自然对流。强迫对流，是由于外界作用推动下产生的流体循环流动。自然对流是由于温度不同密度梯度变化，重力作用引起低温高密度流体自上而下流动，高温低密度流体自下而上流动。
传热的三种基本方式：热传导、热对流、热辐射。

## 参看
- 对流
- 傳熱係數
- 熱導率
- 熱傳導
- 熱輻射